# Tons (rivière)
Ne doit pas être confondu avec Tamsa (rivière).
Pour les articles homonymes, voir Tons.
La rivière Tons (en bihari टौंस नदी) est située en Inde, dans l'état de Uttarakhand et en partie dans l'état Himachal Pradesh, et traverse la région du Garhwal. Elle est un affluent du Gange.

## Géographie
Elle tire sa source dans les montagnes Bandarpunch (en), à une altitude de 20 722 pieds (6 316 m). Elle rejoint le Yamuna à Kalsi, près de Dehradun,.
La vallée de la Tons est située dans la région de Jaunsar Bawar (en).

## Affluents
- Pabbar (de) (rd[note 1]),

## Hydrologie
Son régime hydrologique est dit pluvial tropical à moussons.